# Олимпийский теннисный центр
Олимпийский теннисный центр (порт. Centro Olímpico de Tênis) — спортивный комплекс, построенный к Олимпиаде 2016 года в Рио-де-Жанейро. Теннисный центр расположен в Олимпийском парке в районе Барра-да-Тижука рядом с другими спортивными объектами: «Арена Кариока», Олимпийский велодром Рио, Олимпийский водный стадион.
В нём будут проходить соревнования по теннису среди мужчин и женщин в одиночных и парных разрядах, а также теннисный турнир Паралимпийских игр. Центр занимает площадь 26 500 кв. м. В комплекс входят 16 кортов со следующей вместимостью:
- Центральный корт имени Марии Буэно — 10 000 зрительских мест
- Корт № 1 — 5000 мест
- Корт № 2 — 3000 мест
- Остальные корты — по 250 мест

В связи с тем, что Олимпийские недели проходят в разгар хардового летнего сезона за две недели до Открытого чемпионата США, для кортов Олимпийского центра было выбрано хардовое покрытие, идентичное используемому на кортах стадиона в парке «Флашинг-Медоус», где проходят игры Открытого чемпионата США. После окончания Олимпийских и Паралимпийских игр девять из 16 кортов Олимпийского центра должны быть сохранены в рабочем состоянии.

## Отзывы
Накануне старта теннисного турнира ряд теннисистов негативно высказывались об организации и условиях тренировок в Рио-де-Жанейро. В частности, бывшая вторая ракетка мира Светлана Кузнецова в начале августа 2016 года жаловалась на грязные корты и недостаток времени для тренировок, так как не все корты готовы к проведению матчей.